# Fire Emblem Shin Monshō no Nazo
Fire Emblem: Shin Monshō no Nazo ~Hikari to Kage no Eiyū~ (ファイアーエムブレム 新・紋章の謎 〜光と影の英雄) là game chiến thuật theo lượt, Simulation RPG của hãng Nintendō phát hành vào ngày 15 tháng 7 năm 2010 trên hệ máy NDS.
Đây là phiên bản thứ 12 trong series Fire Emblem và là bản remake của bộ thứ hai trong phiên bản thứ 3, Fire Emblem Monshō no Nazo (phần "chiến tranh anh hùng") được phát hành trên hệ máy Super Famicom vào năm 1994. Phiên bản thứ 12 này còn bao gồm các màn chơi được remake của game BS Fire Emblem Akania Senki được phát sóng qua Satellaview vào năm 1997. 
Vì đây là phiên bản thứ 12 trong series nên còn được cộng đồn fan gọi là FE 12, Mộc đế 12, Fire Emblem 12,...
Bắt đầu từ đây về sau, trong bài này sẽ sử dụng những tên viết tắt như "Monshō no Nazo" để chỉ phiên bản FE3 trên Snes, "Shin Monshō no Nazo" để chỉ phiên bản thứ 12 này và "Shin Ankoku Ryū" để chỉ phiên bản FE 11, Fire Emblem Shin Ankoku Ryū to Hikari no ken.

## Khái yếu

Một cảnh trong game

Tên của phiên bản này được tạm dịch là "tân bí ẩn giấu ấn lửa, người hùng ánh sáng và người hùng trong bóng tối". Nội dung của game tập trung vào cuộc chiến tranh anh hùng kể từ sau khi Vương tử xứ Aritia là Marusu đánh bại Hắc ám long Medius trong cuộc chiến tranh hắc ám. Marusu được người người tôn xưng là Vương tử ánh sáng, người đã cứu thế giới thoát khỏi nguy cơ diệt vong. Nhưng không mấy người biết đến sự tồn tại của những người hùng vô danh bên cạnh Marusu, những người hùng thầm lặng trong bóng tối đã giúp đỡ Marusu giành được thắng lợi trong hai cuộc chiến. Phiên bản Shin Monshō no Nazo này tập trung vào những nhân vật thầm lặng này. 
Game cho phép người chơi tự tạo ra nhân vật riêng của mình bằng cách đặt tên, chọn giới tính, khuôn mặt, binh chủng và một số thông tin khác như xuất thân, mục tiêu phấn đấu... Và như vậy, trong phiên bản Fire Emblem này thì Vương tử Marusu không còn là nhân vật chính duy nhất như ở các phiên bản trước nữa. Nếu Marusu là người hùng ánh sáng thì nhân vật do người chơi lựa chọn là người hùng thầm lặng giúp đỡ Marusu chiến thắng trong cuộc chiến anh hùng.

## Nội dung
Năm 605, lịch Akania, Vương tử xứ Aritia là Marusu cùng Vương đệ xứ Orlean là Hardin cùng nhau đánh đổ Hắc ám long Medius trong cuộc chiến hắc ám. Một năm sau, Hardin kết hôn với Vương nữ Akania là Nina và trở thành quốc vương đời thứ 24 của đất nước này và kéo các nước lâm vào cuộc chiến hỏa liên miên. Cùng lúc đó, một thanh niên trẻ tuổi do người chơi điều khiển tìm đến thành Aritia để tham dự cuộc thi trở thành kỵ sĩ cận vệ cho Marusu...
Nội dung của Shin Monshō no Nazo tập trung vào bộ 2 của FE3, chiến tranh anh hùng, bí ẩn giấu ấn lửa. Ngoài ra còn có một số thay đổi nhỏ, thêm bớt so với bản FE3 như sẽ liệt kê dưới đây.

## Game Play

### Những yếu tố không có trongMonshō no Nazo

#### Chương mở đầu
Giống như trong Shin Ankoku Ryū, Shin Monshō no Nazo còn có chương mở đầu gồm 7 phần tượng trưng cho 7 ngày luyện tập trở thành kỵ sĩ Aritia của nhân vật chính. Kết thúc ngày thứ 7, nội dung của game tập trung vào cuộc viễn chinh Grunia của Marusu như trong FE3.

#### Nhân vật tự chọn
Một nhân vật chính nữa bên cạnh Marusu, xuất hiện trong vai trò kỵ sĩ cận vệ của Marusu. Người chơi có thể lựa chọn tên, giới tính, hình dáng và binh chủng ban đầu cho nhân vật. Nếu Marusu hoặc nhân vật này chết đi thì sẽ Game Over. Đây là nhân vật tự chọn thứ hai trong series kể từ quân sư Mark trong phiên bản Rekka no ken.
Mở đầu game, nhân vật này được miêu tả như một thí sinh đến tham dự cuộc thi tuyển kỵ sĩ cận vệ cho Vương tử Aritia. Nếu thỏa mãn một số điều kiện nhất định thì sẽ phát sinh thêm các màn ngoại truyện.

#### Casual Mode
Lần đầu tiên trong series Fire Emblem có chế độ chơi mà các Unit bị tấn công hết HP không "chết" đi mà tiếp tục sử dụng được ở map sau. Ngược lại với Casual Mode là Classic Mode, nhân vật khi đã "ra đi" là không bao giờ trở lại.

#### Shin Akania Senki
Phiên bản này còn có thêm các màn chơi được remake của Akania Senki với cột mốc thời gian trước khi cuộc chiến hắc ám bắt đầu.

#### Bảng quan hệ các nhân vật
Phiên bản 12 này có thêm chức năng hướng dẫn giúp người chơi tham khảo về mối quan hệ giữa các nhân vật xuất hiện trong game.

### Những yếu tố thêm, phát huy từ Shin Ankoku Ryū

#### Nhân vật
Các nhân vật chỉ xuất hiện trong map ngoại truyện ở Shin Ankoku Ryū tiếp tục xuất hiện trong phiên bản này và không cần phải đạt một số lượng nhất định các nhân vật trong quân chết đi như ở phiên bản trước. Phiên bản này quy tụ đầy đủ các nhân vật xuất hiện trong bộ 1 và bộ 2 của Monshō no Nazo và còn có thêm một số nhân vật mới cùng với các nhân vật từng xuất hiện trong FE1 trên Nes nhưng bị cắt bỏ ở FE3.

#### Độ khó
Ngoài "Normal" và "Hard" ra thì FE 12 còn có thêm cấp độ "Maniac" và "Lunatic". Ở từng cấp độ, người chơi có thể lựa chọn Casual Mode hoặc Classic Mode.

#### Yếu tố bao búa kéo của vũ khí
Tuy không xuất hiện ở Monshō no Nazo nhưng trong Shin Monshō no Nazo lại thấy có yếu tố bao búa kéo giữa các loại vũ khí như ở các phiên bản từ Seisen no Keifu trở đi.

#### Thay đổi binh chủng
Giống như trong Shin Ankoku Ryū, ở đây người chơi có thể thay đổi binh chủng của nhân vật ngoài khả năng Class change để chuyển đổi từ binh chủng cấp thấp sang cấp cao hơn.

#### Map Point Save
Kế thừa từ phiên bản Shin Ankoku Ryū, chức năng này cho phép người chơi lưu trữ quá trình chơi tại giữa màn chơi và không bị mất đi khi reset.

#### Đấu Wireless
Kế thừa từ Shin Ankoku Ryū, Shin Monshō no Nazo cũng cho phép người chơi thi đấu với nhau thông qua chức năng DS Wireless và Nintendō Wifi Connection.

#### Thuê Unit
Kế thừa từ Shin Ankoku Ryū, phiên bản này cho phép người chơi thuê Unit từ bạn bè.

#### Online Shop
Kế thừa từ Shin Ankoku Ryū, chức năng này cho phép mua Item thông qua Nintendō Wifi Connection. Item mua được cũng thay đổi theo ngày như trong Shin Ankoku Ryū.

#### Màn chơi Bonus
Người chơi có thể download các nội dung Bonus từ trang chủ của game. Những nội dung này là các màn chơi mới và có 6 màn chơi kiểu này cho tới thời điểm hiện tại.

#### Sound Room
Chức năng này cho phép người chơi nghe lại toàn bộ các khúc nhạc trong game.